# Confederación de Sociedades Araucanas
La Confederación de Sociedades Araucanas, también denominada Confederación de Sociedades Mapuches, fue una alianza de organizaciones mapuches creada en 1969 en Chile. Su principal líder fue Juan Huichalaf Antinao.

## Antecedentes
En 1964 se crea el Movimiento Indígena de Chile, como un esfuerzo por crear una organización independiente de los partidos políticos, que permitiera volver a la tradición de organizaciones de base étnica de la década de 1930. Sin embargo, al poco tiempo se produce un acercamiento a sectores de izquierda, en particular asociados al caudillo socialdemócrata Juan Tuma. Esto ocasiona la salida de un grupo liderado por Juan Huichalaf, que poco después adopta la denominación de Federación Araucana El Toqui.
En paralelo a la dinámica de las organizaciones indígenas, en 1967 el gobierno de Eduardo Frei Montalva aprobó una reforma agraria que incluía la subdivisión de las grandes propiedades agrícolas, para su posterior organización en la forma de asentamientos campesinos. En la Araucanía esto se tradujo en el asentamiento de campesinos chilenos mestizos en fundos históricamente reclamados por comunidades mapuches. Este proceso dio inicio a un importante nivel de movilización y toma de tierras por parte de dichas comunidades, en lo que se conoció como el Cautinazo.

## Historia
El 2 de septiembre de 1969 se conformó la Confederación de Sociedades Araucanas, a la que adhirieron la Federación Araucana El Toqui, Unión Araucana, Corporación Araucana, Federación de Estudiantes Indígenas, Frente de Campesinos Mapuches, Juventud de Concepción, Sociedad Araucana Fresia de Valdivia, Centro de Mapuche de Santiago, Unión Araucana Galvarino de Santiago y la Central Regional de Galvarino. Como presidente de esta organización se erigió a Juan Huichalaf, líder de la Federación Araucana El Toqui, y como vicepresidente a José Cayupi Navarro, último líder de la Corporación Araucana.
Entre sus principales demandas se contaba la conformación de una Corporación de Desarrollo Mapuche, que estuviese dirigida por mapuches desde el Estado y pudiera enfrentar tanto el problema del latifundio, como el del minifundio surgido a partir de la subdivisión de comunidades. La actividad de esta y otras organizaciones, junto a la presión realizada por las comunidades en el marco del Cautinazo, forzó un fuerte despliegue de instituciones públicas del agro en Temuco, lo que finalizó con la aprobación en 1972 de la Ley N° 17.729, que entre otros elementos, creó un Instituto de Desarrollo Indígena.
Luego del golpe de Estado del 11 de septiembre de 1973 la Confederación declaró su apoyo a la dictadura militar de Augusto Pinochet, limitando a partir de esa fecha sus actividades. Su última aparición pública ocurrió en 1979, cuando expresó su rechazo al DL N°2.568, que reactivó la subdivisión de la propiedad indígena.